# MSV Duisburg (vrouwenvoetbal)
MSV Duisburg is een voetbalclub uit Duisburg, Duitsland. Het eerste team van de vrouwenvoetbalafdeling, opgericht in 2014, speelt in de Bundesliga. MSV Duisberg speelt in PCC-Stadion.

## Huidige selectie
Bijgewerkt tot 2 juni 2024
| Nr.           | Nat.                      | Naam                       | Vorige club              |
| ------------- | ------------------------- | -------------------------- | ------------------------ |
| Keepers       |                           |                            |                          |
| 1             | Vlag van Duitsland        | Ena Mahmutovic             | Jeugd                    |
| 22            | Vlag van Duitsland        | Jill Frehse                | 1. FFC Turbine Potsdam   |
| 31            | Vlag van Duitsland        | İlayda İçier               | VfR Warbeyen             |
| Verdedigers   |                           |                            |                          |
| 2             | Vlag van Curaçao          | Jeleaugh Rosa              | Sparta Rotterdam         |
| 3             | Vlag van Verenigde Staten | Haley Thomas               | ÍB Vestmannaeyja         |
| 4             | Vlag van Duitsland        | Kara Bathman               | SV Meppen                |
| 5             | Vlag van Duitsland        | Paula Flach                | VfL Wolfsburg            |
| 8             | Vlag van Duitsland        | Vanessa Fürst              | Borussia Mönchengladbach |
| 25            | Vlag van IJsland          | Ingibjörg Sigurðardóttir   | Vålerenga FK             |
| Middenvelders |                           |                            |                          |
| 6             | Vlag van Servië           | Jana Radosavljević         | Fenerbahçe SK            |
| 7             | Vlag van Duitsland        | Miray Cin                  | VfL Wolfsburg            |
| 10            | Vlag van Duitsland        | Meret Günster              | Jeugd                    |
| 8             | Vlag van Duitsland        | Alexandra Emmerling        | Bayer 04 Leverkusen      |
| 13            | Vlag van Verenigde Staten | Natalie Muth               | FC Levante Las Planas    |
| 16            | Vlag van Duitsland        | Yvonne Zielinski           | 1. FC Köln               |
| 18            | Vlag van Oostenrijk       | Jelena Prvulović           | First Wenen              |
| 19            | Vlag van Duitsland        | Antonia-Johanna Halverkamp | Jeugd                    |
| 20            | Vlag van Duitsland        | Sara Freutel               | SG Essen-Schönebeck      |
| 30            | Vlag van Duitsland        | Gina Ebels                 | Jeugd                    |
| Aanvallers    |                           |                            |                          |
| 9             | Vlag van Verenigde Staten | Taryn Ries                 | IK Uppsala               |
| 16            | Vlag van Verenigde Staten | Samantha Jerabek           | Richmond Kickers         |
| 20            | Vlag van Verenigde Staten | Alexandria Hess            | Kansas City Current      |
| 18            | Vlag van Duitsland        | Lisa Josten                | SV Werder Bremen         |

## Lijst met trainers
| Coach                    | van  | tot   |
| ------------------------ | ---- | ----- |
| Inka Grings              | 2014 | 2017  |
| Christian Franz-Pohlmann | 2017 | 2018  |
| Thomas Gerstner          | 2018 | 2021  |
| Henrik Lehm              | 2021 | heden |

## Bekende (oud-)spelers
- Eshly Bakker
- Demi ter Maat
- Sofia Nati
- Lena Nuding
- Zsofia Rácz
- Pia Rijsdijk
- Gaëlle Thalmann

SV Werder Bremen · 
MSV Duisburg · 
SG Essen-Schönebeck · 
Eintracht Frankfurt ·
SC Freiburg · 
TSG 1899 Hoffenheim · 
1. FC Köln · 
RB Leipzig ·
Bayer 04 Leverkusen · 
FC Bayern München · 
1. FC Nürnberg · 
VfL Wolfsburg